# Данилишин Віктор Богданович
Віктор Богданович Данилишин (нар. 17 січня 1965, Чортків, Тернопільська область, УРСР) — радянський та український футболіст, нападник та півзахисник.

## Життєпис

### Ранні роки
Народився в місті Чортків, Тернопільська область. Дорослу футбольну кар'єру розпочав 1987 року в складі місцевого аматорського колективу «Цукровик», який 1990 року змінив назву на «Кристал». Після розпаду СРСР залишився в чортківському клубі, який отримав право стартувати в першому розіграші чемпіонату України з футболу серед команд першої ліги. Дебютував за чортківський клуб у кубку України 16 лютого 1992 року в переможному (2:0) домашньому поєдинку 1/32 фіналу проти мукачівського «Прибориста». Віктор вийшов на поле в стартовому складі та відіграв увесь матч, а на 8-ій та 70-ій хвилинах відзначився першими для себе голами в українських футбольних змаганнях. У Першій лізі України дебютував за «Кристал» 17 березня 1992 року в нічийному (2:2) домашньому поєдинку 2-го туру аідгрупи 1 проти рівненського «Вереса». Данилишин вийшов на поле в стартовому складі та відіграв увесь матч, а на 55-ій хвилині отримав жовту картку. Дебютним голом за чортківський клуб у Першій лізі відзначився 14 квітня 1992 року на 64-ій хвилині переможного (2:1) домашнього поєдинку 9-го туру проти алчевської «Сталі». Віктор вийшов на поле в стартовому складі, а на 89-ій хвилині його замінив Роман Качмар. До середини жовтня 1992 року в Першій лізі зіграв 34 матчів (8 голів), ще 5 матчів (3 голи) провів у кубку України.

### «Кремінь»
У середині жовтня 1992 року прийняв запрошення «Кременя». У футболці кременчуцького клубу дебютував 16 жовтня 1992 року в нічийному (1:1) домашньому поєдинку 10-го туру Вищої ліги України проти одеського «Чорноморця». Данилишин вийшов на поле в стартовому складі та відіграв увесь матч. Дебютним голом за «Кремінь» відзначився 25 жовтня 1992 року на 63-ій хвилині програного (1:2) виїзного поєдинку 11-го туру Вищої ліги проти луцької «Волині». Віктор вийшов на поле в стартовому складі та відіграв увесь матч. До завершенні сезону 1992/93 років зіграв 16 матчів (3 голи) у Вищій лізі та 1 поєдинок у кубку України.

### «Нива» (Вінниця) та повернення в «Кристал»
Напередодні старту сезону 1993/94 років перейшов у «Ниву». Дебютував у футболці вінницького клубу 24 вересня 1993 року в програному (0:1) виїзному поєдинку 8-го туру Вищої ліги України проти дніпропетровського «Дніпра». Данилишин вийшов на поле на 61-ій хвилині, замінивши Олександра Механошина. Першим голом за «Ниву» відзначився 8 жовтня 1993 року на 72-ій хвилині переможного (2:0) домашнього поєдинку 10-го туру проти харківського «Металіста». Віктор вийшов на поле в стартовому складі, а на 83-ій хвилині його замінив Олександр Механошин. Восени 1993 року зіграв 10 матчів (3 голи) у Вищій лізі, ще 4 поєдинки провів у кубку України.
Під час зимової перерви сезону 1993/94 років повернувся до «Кристалу», за який у першій лізі України зіграв 18 матчів та відзначився 6-ма голами. По закінченні сезону залишив команду.

### «Поділля» (Хмельницький)
Вліьку 1994 року перебрався до «Поділля», у футболці якого дебютував 6 серпня 1998 року в переможному (2:1) домашньому поєдинку 1-го туру Першої ліги проти кременчуцького «Нафтохіміка». Данилишин вийшов на поле в стартовому складі та відіграв увесь матч, а на 34-ій хвилині отримав жовту картку. Дебютним голом за хмельницький клуб відзначився 5 вересня 1994 року на 21-ій хвилині програного (1:2) виїзного поєдинку проти баранівського «Кераміка». Віктор вийшов на поле в стартовому складі та відіграв увесь матч. Дебютним голом за «Поділля» у Першій лізі відзначився 4 квітня 1995 року на 2-ій хвилині переможного (3:0) домашнього поєдинку 24-го туру проти черкаського «Дніпра». Данилишин вийшов на поле в стартовому складі та відігравувесь матч. У футболці хмельницького клубу відіграв два неповних сезони, за цей час у Першій лізі зіграв 64 матчі (6 голів), ще 4 матчі (1 гол) провів у кубку України.

### «Іртиш» (Палодар)
Влітку 1996 року виїхав до Казахстану, де уклав договір з «Іртишем». Єдиним голом у павлодарському клубі відзначився 11 листопада 1996 року в переможному (6:0) домашньому поєдинку 40-го туру казахстанської Суперліги проти шимкентського «Жигера». За два сезони, проведені в «Іртиші», зіграв 25 матчів (1 гол) у чемпіонаті країни, а також 2 матчів у кубку Казахстану.

### Повернення в «Кристал» (Чортків)
Влітку 1997 року повернувся до України, де уклав договір з «Кристалом». Дебютував у футболці чортківського клубу 31 липня 1997 року в переможному (3:0) домашньому поєдинку 1-го туру групи «А» Другої ліги проти київського «Динамо-3». Віктор вийшов на поле в стартовому складі, на 55-ій хвилині (з пенальті) відщначився голом, а на 69-ій хвилині його замінив Микола Буяк. За півтора сезони, проведені в «Кристалі», зіграв 39 матчів (18 голів) у Другій лізі України, ще 2 поєдинки провів у кубку України.

### «Аксесс-Есіль»
У 1999 році знову виїхав до Казахстану, де став гравцем клубу «Аксесс-Есіль». Дебютним голом за нову команду відзначився 17 серпня 1999 року на 86-ій хвилині переможного (7:2) домашнього поєдинку 17-го туру Вищої ліги проти «Тараза». Загалом у складі петропавловського клубу зіграв 26 матчів (2 голи) у вищій лізі Казахстану, ще 4 матчі прові у кубку Казахстану.

### Завершення кар'єри
По завершенні сезону 1999 року повернувся до України. У 2001 році зіграв 4 матчі в аматорському чемпіонаті України за «Нива-Текстильник» (Дунаївці). Потім виступав за аматорські колективи «Авіаносець» (Чортків) та «Дністер» (Заліщики). Футбольну кар'єру завершив 2004 року.